# Bubba Smith
Charles Aaron (Bubba) Smith (Beaumont, 28 februari 1945 - Los Angeles, 3 augustus 2011) was een Amerikaans acteur en voormalig Americanfootballspeler. Hij speelde onder meer Moses Hightower in zes van de zeven Police Academy-films.
Smith speelde tussen 1967 en 1976 American football voor de Indianapolis Colts, Oakland Raiders en de Tennessee Titans. Na zijn sportcarrière werd hij acteur, eerst in verschillende kleinschalige televisieprogramma's en dito films. Smith werd in 1984 gekozen voor de rol van krachtpatser Moses Hightower in de filmkomedie Police Academy. Het bleek het eerste deel van een reeks waarin hij telkens als acteur terugkeerde.

## Filmografie
Exclusief zeven televisiefilms
- DaZe: Vol. Too (sic) - NonSeNse (2012)
- Blood River (2010)
- Full Clip (2006)
- Down 'n Dirty (2001)
- Drifting School (1995)
- Il silenzio dei prosciutti (ook wel The Silence of the Hams, 1994)
- Fist of Honor (1993)
- The Naked Truth (1993)
- My Samurai (1992)
- Police Academy 6: City Under Siege (1989)
- Police Academy 5: Assignment: Miami Beach (1988)
- The Wild Pair (1987)
- Police Academy 4: Citizens on Patrol (1987)
- Police Academy 3: Back in Training (1986)
- Black Moon Rising (1986)
- Police Academy 2: Their First Assignment (1985)
- Police Academy (1984)
- Stroker Ace (1983)
- Escape from DS-3 (1981)
- A Pleasure Doing Business (1979)

- Biblioteca Nacional de España: XX993036
- Bibliothèque nationale de France: cb14228184j (data)
- International Standard Name Identifier: 0000 0000 2779 1165
- Library of Congress Control Number: n84037264
- Nationale Bibliotheek van Tsjechië: xx0249792
- Nationale Bibliotheek van Polen: a0000001782557
- SNAC: w6x19306
- Virtual International Authority File: 76526805
- WorldCat: E39PBJr7Td63H8CkHWTVypg3Qq